# Cedri (Peccioli)
Cedri (già Ceddra o Ceddri) è una frazione del comune italiano di Peccioli, nella provincia di Pisa, in Toscana.

## Geografia fisica
Il borgo di Cedri è situato in Valdera, su di un poggio marnoso alle cui pendici scorrono i torrenti Isola e Roglio, che si uniscono in un unico corso d'acqua poco più a valle tra i paesi di Montelopio e Ghizzano. Cedri dista circa 13 km da Peccioli e poco più di 50 km da Pisa.

## Storia
Cedri ha origini alto-medievali e rientrava nel XII secolo nei possedimenti di alcuni conti rurali del diruto castello di Monte Cuccari. Nel gennaio 1161 il conte Guglielmo di Ranieri cedette alla diocesi di Volterra tutte le sue proprietà nei distretti di Monte Cuccari, Camporena, Lajatico, Ghizzano e Cedri. Nel 1284 Cedri fu poi ceduto in enfiteusi al conte Trincuccio di Ranieri da Monte Cuccari. Nel 1305 i volterrani fecero costruire una rocca con castellare sovrastante il borgo in occasione della guerra tra Volterra e San Gimignano. Successivamente, buona parte del distretto di Cedri fu acquistato dalla famiglia fiorentina degli Alessandri. Il comunello di Cedri viene accorpato al comune di Montaione con motu proprio del 23 maggio 1774.
Nel 1833 il paese di Cedri contava 320 abitanti, mentre oggi se ne contano solamente 35.

## Monumenti e luoghi d'interesse
- Chiesa di San Giorgio martire, chiesa parrocchiale della frazione,[4] risale al periodo alto-medievale, ma l'attuale aspetto è dovuto ad una radicale ristrutturazione avvenuta nel 1833.[3] All'interno è conservato un pregevole organo realizzato da Marcello Paoli alla fine del XIX secolo.[5]
- Villa Alessandri, situata al centro del paese, si tratta della villa con fattoria della famiglia Alessandri, risalente al XVIII secolo.
- Monumento ai caduti, monumento in bronzo su piedistallo di pietra a ricordo dei caduti di Cedri delle due guerre.